# Kumcuğaz, Terme
Kumcuğaz là một xã thuộc huyện Terme, tỉnh Samsun, Thổ Nhĩ Kỳ. Dân số thời điểm năm 2010 là 606 người.